# Bergakyllen
Bergakyllen är en sjö i Högsby kommun i Småland och ingår i Emåns huvudavrinningsområde. Sjön är 5,5 meter djup, har en yta på 0,106 kvadratkilometer och är belägen 73,6 meter över havet. Sjön avvattnas av vattendraget Sandvadsbäcken.

## Delavrinningsområde
Bergakyllen ingår i det delavrinningsområde (633917-152036) som SMHI kallar för Mynnar i Emån. Medelhöjden är 84 meter över havet och ytan är 36,66 kvadratkilometer. Det finns inga avrinningsområden uppströms utan avrinningsområdet är högsta punkten. Sandvadsbäcken som avvattnar avrinningsområdet har biflödesordning 2, vilket innebär att vattnet flödar genom totalt 2 vattendrag innan det når havet efter 35 kilometer. Avrinningsområdet består mestadels av skog (84 procent). Avrinningsområdet har 0,94 kvadratkilometer vattenytor vilket ger det en sjöprocent på 2,6 procent.